# Wielersport op de Olympische Zomerspelen 2016 – Mountainbike vrouwen
De mountainbikewedstrijd voor de vrouwen op de Olympische Zomerspelen 2016 vond plaats op zaterdag 20 augustus 2016. De Française Julie Bresset won de gouden medaille in 2012 en verdedigde haar olympische titel in Rio. 28 andere wielrenners uit 23 landen deden ook mee. De wedstrijd werd gereden op een parcours in het Centro de Mountain Bike, dat zesmaal werd afgelegd. De Zweedse Jenny Rissveds, die een groot deel van de race op de eerste positie reed, won het goud, ruim een halve minuut voor nummer twee Maja Włoszczowska uit Polen.

## Uitslag
| rang                   | naam                   | land             | tijd    |
| ---------------------- | ---------------------- | ---------------- | ------- |
| Goud                   | Jenny Rissveds         | Zweden           | 1:30:15 |
| Zilver                 | Maja Włoszczowska      | Polen            | +37"    |
| Brons                  | Catharine Pendrel      | Canada           | +1'26"  |
| 4                      | Emily Batty            | Canada           | +1'28"  |
| 5                      | Kateřina Nash          | Tsjechië         | +2'10"  |
| 6                      | Jolanda Neff           | Zwitserland      | +2'28"  |
| 7                      | Lea Davidson           | Verenigde Staten | +3'12"  |
| 8                      | Linda Indergand        | Zwitserland      | +3'12"  |
| 9                      | Jana Belomoina         | Oekraïne         | +3'13"  |
| 10                     | Gunn-Rita Dahle Flesjå | Noorwegen        | +3'19"  |
| 11                     | Annika Langvad         | Denemarken       | +3'33"  |
| 12                     | Helen Grobert          | Duitsland        | +3'53"  |
| 13                     | Tanja Žakelj           | Slovenië         | +5'02"  |
| 14                     | Chloe Woodruff         | Verenigde Staten | +6'02"  |
| 15                     | Anne Terpstra          | Nederland        | +6'18"  |
| 16                     | Daniela Campuzano      | Mexico           | +6'18"  |
| 17                     | Irina Kalentjeva       | Rusland          | +6'39"  |
| 18                     | Eva Lechner            | Italië           | +8'30"  |
| 19                     | Sabine Spitz           | Duitsland        | +9'01"  |
| 20                     | Raiza Goulao-Henrique  | Brazilië         | +9'06"  |
| 21                     | Githa Michiels         | België           | +10'08" |
| 22                     | Irina Popova           | Oekraïne         | +11'14" |
| 23                     | Perrine Clauzel        | Frankrijk        | +12'08" |
| 24                     | Ping Yao               | China            | +13'05  |
|                        | Francelina Cabral      | Oost-Timor       | LAP     |
| Jovana Crnogorac       | Servië                 |                  | LAP     |
| Rebecca Henderson      | Australië              |                  | LAP     |
| Michele Vorster        | Namibië                |                  | LAP     |
| Pauline Ferrand-Prévot | Frankrijk              | DNF              |         |

1996: Paola Pezzo ·
2000: Paola Pezzo ·
2004: Gunn-Rita Dahle ·
2008: Sabine Spitz ·
2012: Julie Bresset ·
2016: Jenny Rissveds ·
2020: Jolanda Neff ·
2024: Pauline Ferrand-Prévot